# 谷町九丁目駅
谷町九丁目駅（たにまちきゅうちょうめえき）は、大阪府大阪市天王寺区生玉前町にある、大阪市高速電気軌道 (Osaka Metro) の駅。

## 利用可能な鉄道路線
- Osaka Metro
  -  谷町線 - 駅番号はT25。
  -  千日前線 - 駅番号はS18。

この他、連絡通路を通じ以下の路線にも乗換可能。
- 近畿日本鉄道 - 大阪上本町駅
  - A難波線（奈良線に直通）
  - D大阪線

## 歴史
- 1968年（昭和43年）12月17日：2号線（現在の谷町線）の谷町四丁目駅 - 天王寺駅間延伸時に開業。
- 1969年（昭和44年）7月25日：5号線（現在の千日前線）の当駅 - 今里駅間が開業、乗換駅及び同線の終着駅となる。
- 1970年（昭和45年）3月11日：千日前線が当駅から桜川駅まで延伸し野田阪神まで直結、途中駅となる。
- 2014年（平成26年）8月30日：千日前線ホームで可動式ホーム柵の使用を開始[1]。
- 2018年（平成30年）4月1日：大阪市交通局の民営化に伴い、大阪市高速電気軌道 (Osaka Metro) の駅となる。
- 2025年（令和7年）3月15日：谷町線ホームで可動式ホーム柵の使用を開始[2]。

## 駅構造
谷町線は地下1階で相対式ホーム2面2線、千日前線は地下2階で可動式ホーム柵が設置されている島式ホーム1面2線となっている。谷町線のホームの直下を近鉄難波線が通っている。
後述のアンダーパスが駅の直上に位置する関係で、谷町線の相対式ホームの上下線の間を開けて電気室・機械室としている。谷町線ホーム中央付近に千日前線ホームなんば寄りにつながる連絡階段があり、千日前線ホームなんば寄りは谷町線ホームの改札内連絡通路を兼ねるほか、野田阪神行きの列車が停車する（2013年12月21日初発から。前日までは南巽行きの列車と同じく、東改札寄りに停車していた）。改札外にも連絡通路がある。
改札口は谷町線ホーム双方に1か所ずつ、千日前線ホーム中央付近に1か所、合計3か所ある。トイレは改札外に2か所に設置されている。
谷町線南行きホームは、改札を隔てて近鉄大阪上本町駅連絡通路と同一フロアであるが、北行きホームは千日前線ホームを経由する必要がある。隣の日本橋駅となんばウォークも、これらと同様な構造となっている。
当駅は、平野管区駅に所属しており、駅長が配置され、当駅および谷町六丁目駅を管轄する。
千日前線ホームの東端（近鉄大阪上本町駅側）に使用されていない階段と改札口用地があるが、仮囲いで閉鎖されている。また、谷町線ホーム北側に閉鎖された階段が存在し、走行中の列車から見ることができる。

### のりば
| 番線           | 路線         | 行先                   |
| 谷町線ホーム   | 谷町線ホーム | 谷町線ホーム           |
| -------------- | ------------ | ---------------------- |
| 1              | 谷町線       | 天王寺・八尾南方面     |
| 2              | 谷町線       | 東梅田・都島・大日方面 |
| 千日前線ホーム |              |                        |
| 1              | 千日前線     | 鶴橋・南巽方面         |
| 2              | 千日前線     | なんば・野田阪神方面   |

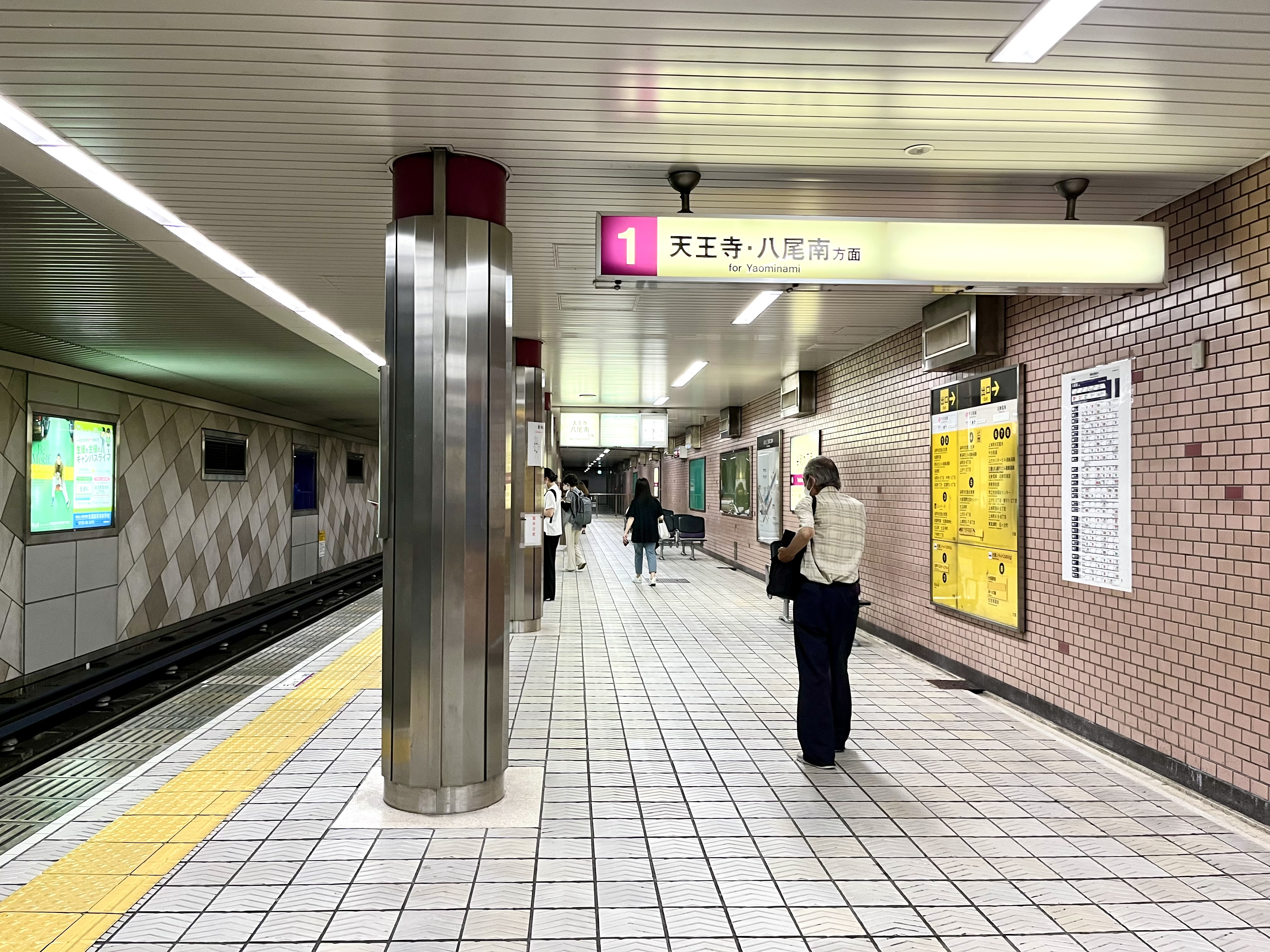
谷町線ホーム（ホーム柵設置前、2023年8月）
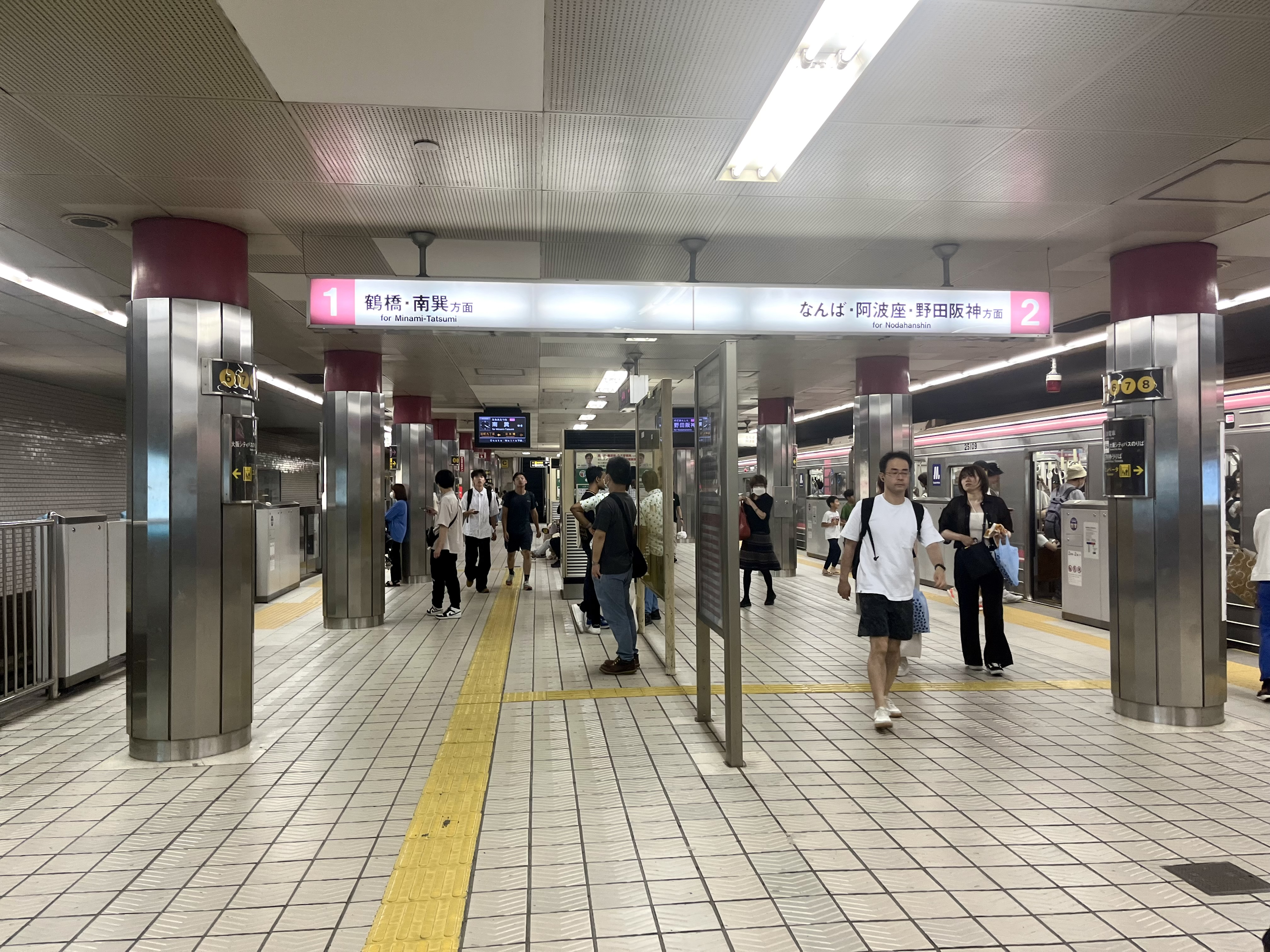
千日前線プラットホーム（2024年7月）
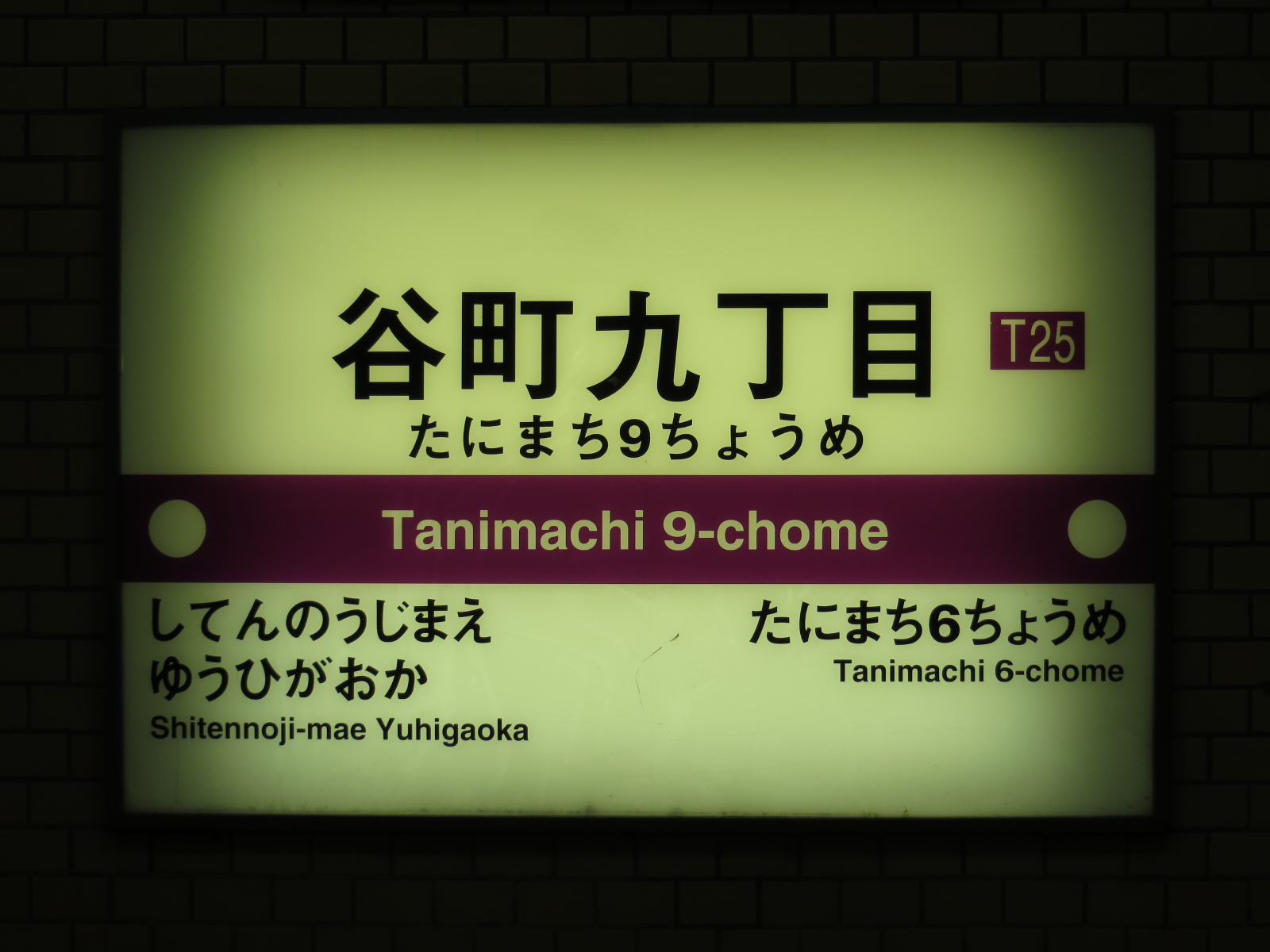
谷町線　駅名標（2013年8月）
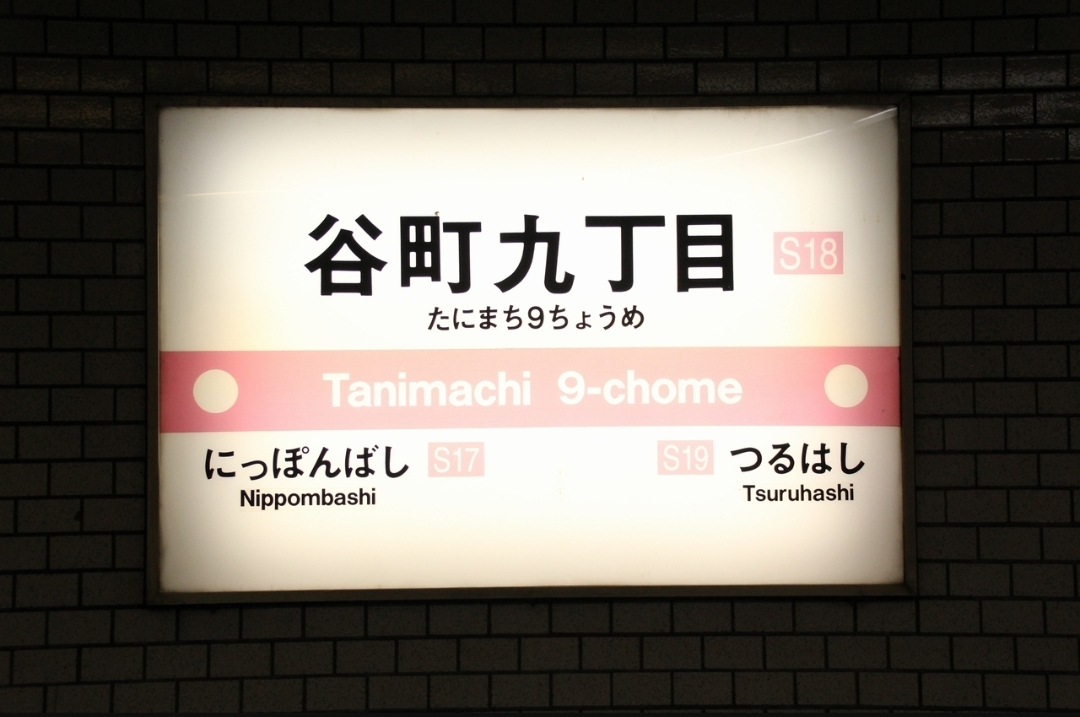
千日前線　駅名標
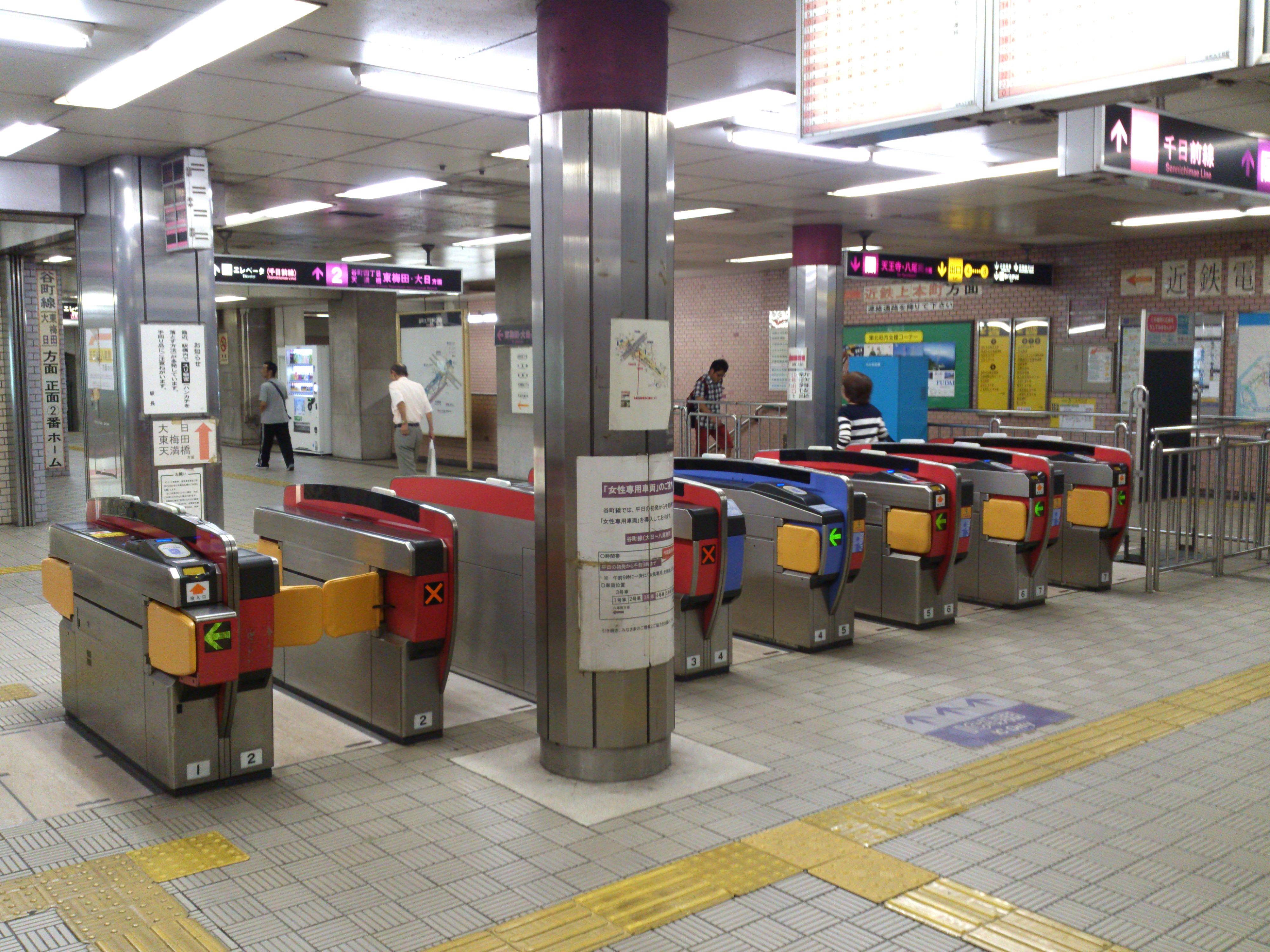
西改札（2012年9月）
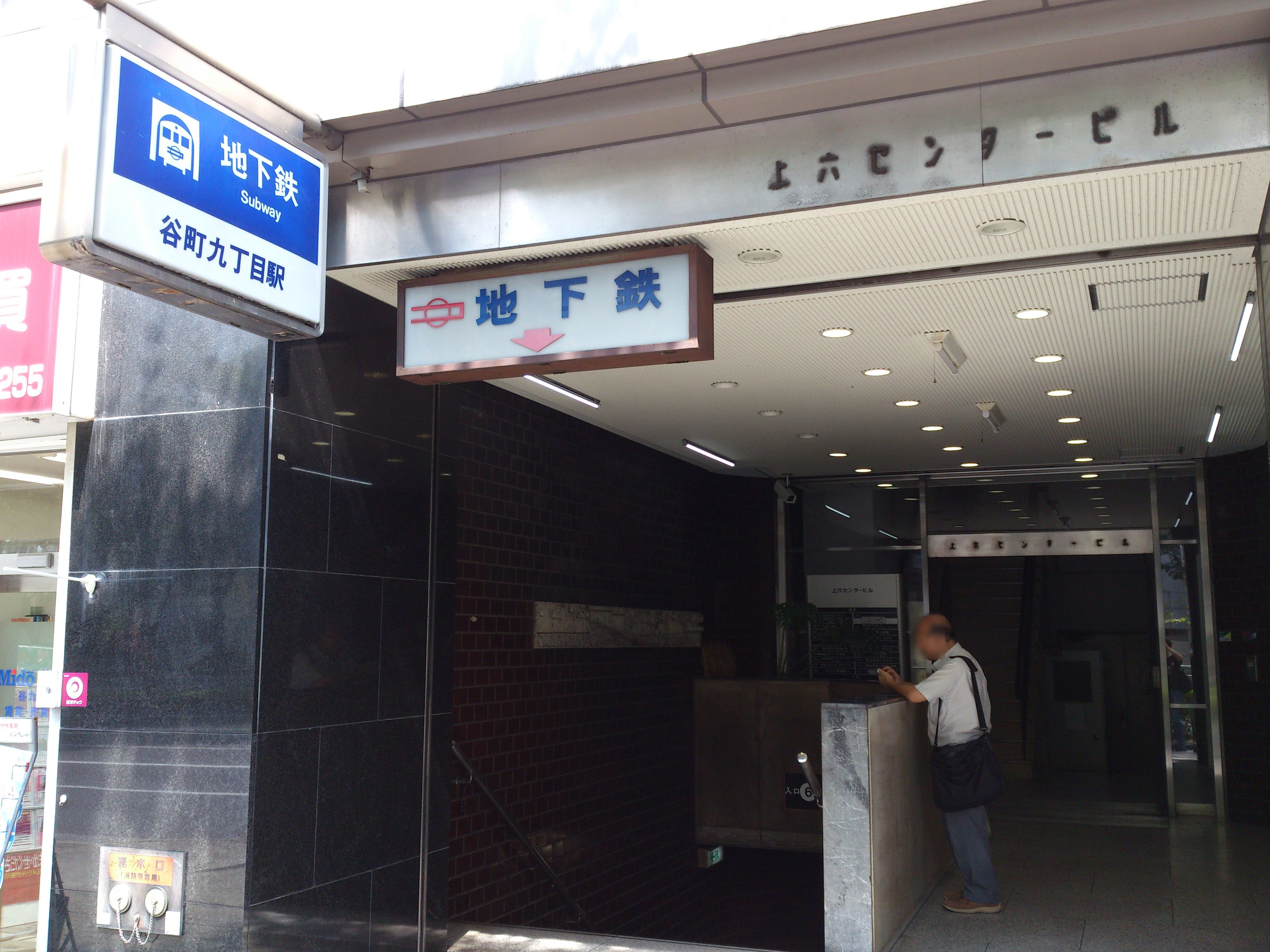
6号出入口（2012年9月）

### トイレ
トイレは西・東改札外にある。

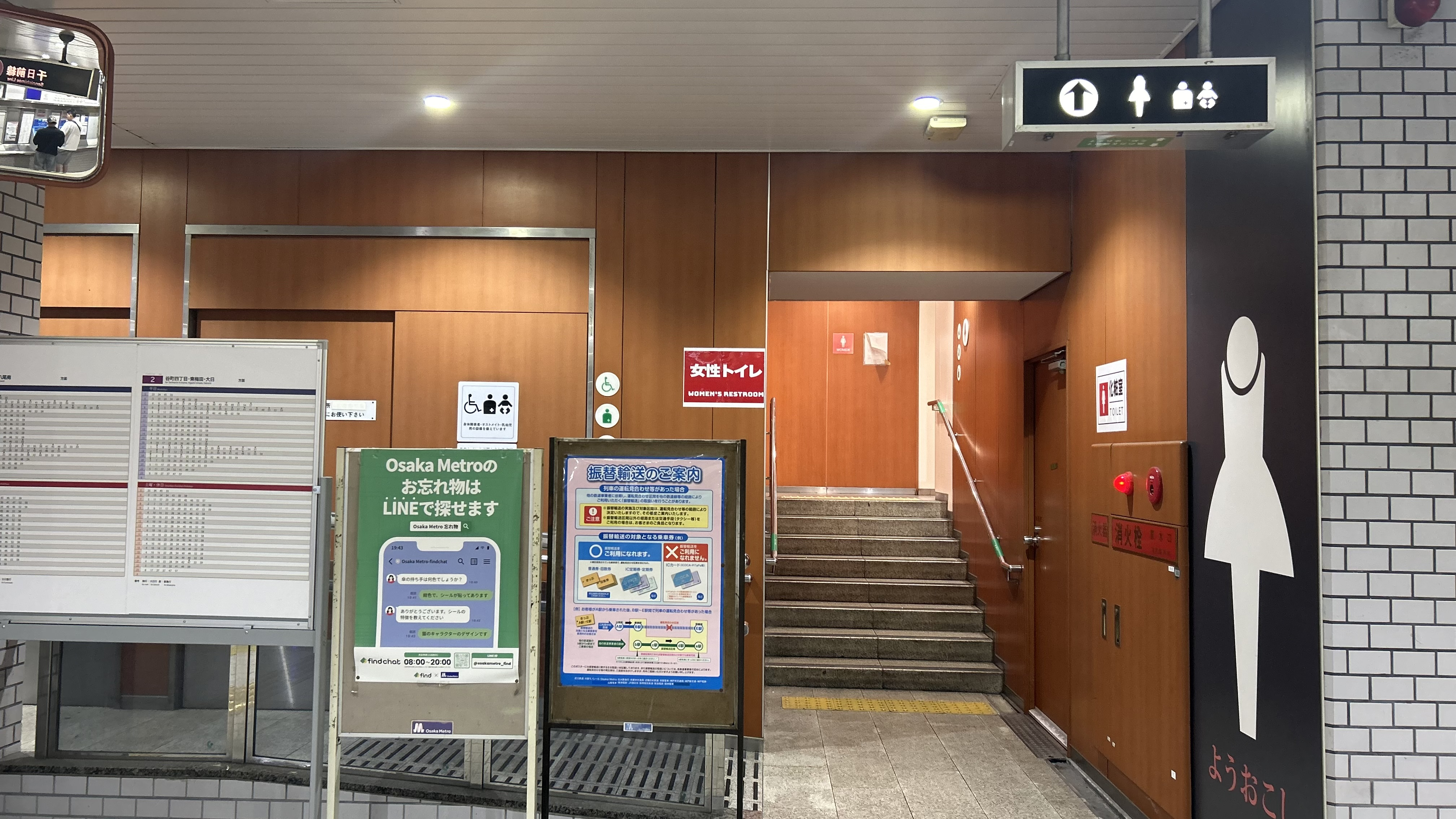
西改札外トイレ
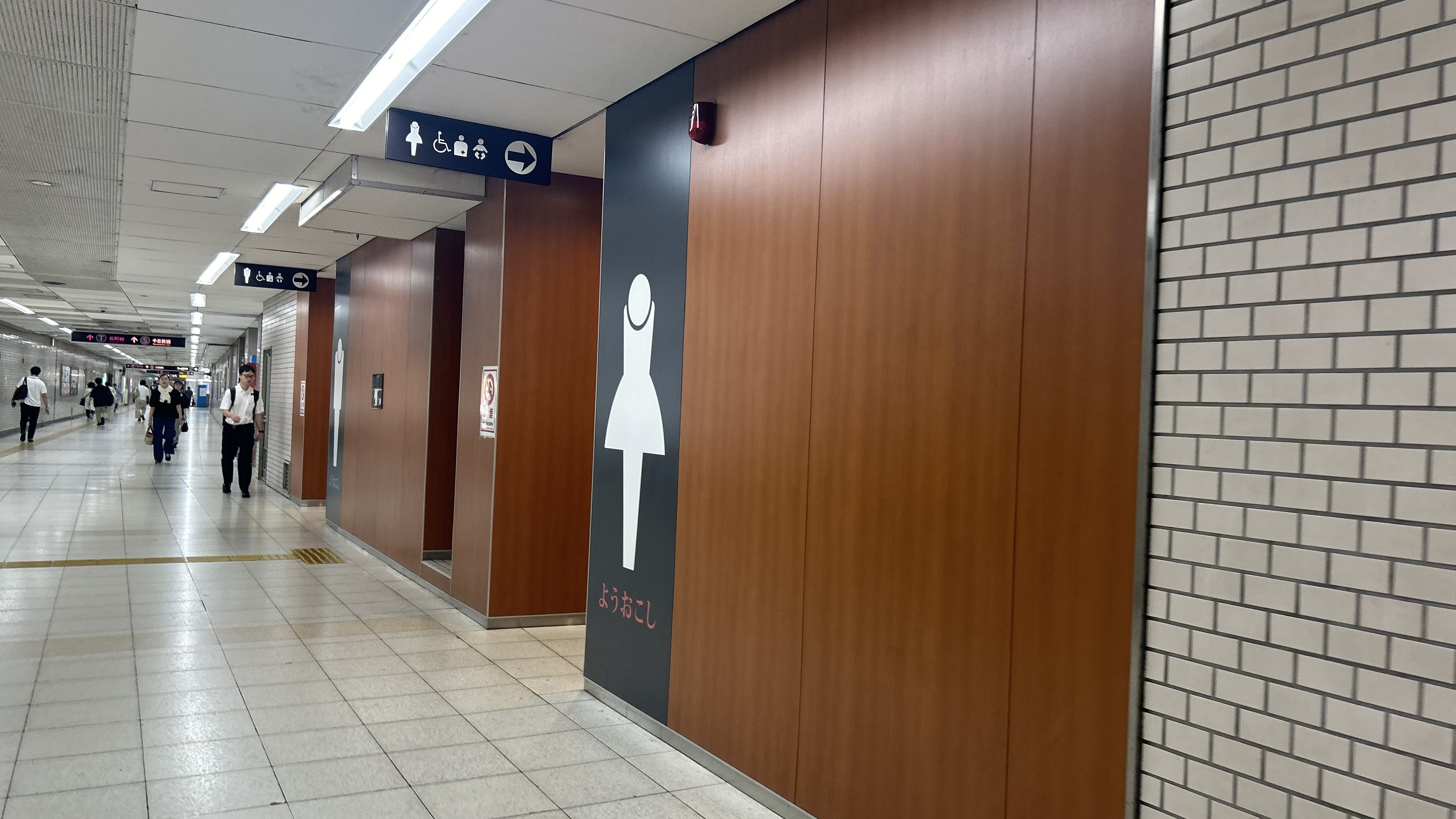
東改札外トイレ

### 出口
| 出口番号 | 出口周辺                                                                        | 接続改札 | 最寄りの路線         | 備考                              |
| -------- | ------------------------------------------------------------------------------- | -------- | -------------------- | --------------------------------- |
| 1        | 新谷九ビル連絡通路                                                              | 西改札   | 谷町線2番線 千日前線 |                                   |
| 2        | シティバスのりば                                                                | 西改札   | 谷町線2番線 千日前線 |                                   |
| 3        | 生国魂神社                                                                      | 中改札   | 谷町線1番線 千日前線 | エレベーターあり                  |
| 4        | 東谷町ビル連絡通路                                                              | 中改札   | 谷町線1番線 千日前線 | エレベーターあり 2028年末まで閉鎖 |
| 5        | 大阪国際交流センター・大阪府障害者社会参加促進センター                          | 東改札   | 千日前線             |                                   |
| 6        | 上六センタービル連絡通路                                                        | 東改札   | 千日前線             |                                   |
| 7        | 三菱銀行ビル連絡通路                                                            | 東改札   | 千日前線             |                                   |
| 8        | 近鉄電車・近鉄百貨店・たかつガーデン・市立社会福祉センター 大阪国際交流センター | 東改札   | 千日前線             |                                   |

## 利用状況
2024年11月12日の1日乗降人員は68,904人（乗車人員：33,665人、降車人員：35,239人）である。谷町線が乗り入れる駅では天王寺駅・東梅田駅・谷町四丁目駅・天満橋駅・南森町駅に次ぐ第6位、千日前線が乗り入れる駅では難波駅・日本橋駅に次ぐ第3位の乗降人員である。
各年度の特定日における利用状況は下表の通りである。なお1969・1995年度の記録については、それぞれ1970・1996年に行われた調査である（会計年度上、表中に記載の年度となる）。
| 年度               | 調査日   | 乗車人員 | 降車人員 | 乗降人員 | 出典          | 出典          |
| 年度               | 調査日   | 乗車人員 | 降車人員 | 乗降人員 | メトロ        | 大阪府        |
| ------------------ | -------- | -------- | -------- | -------- | ------------- | ------------- |
| 1969年（昭和44年） | 01月27日 | 23,445   | 26,330   | 49,775   |               | [ 大阪府 1 ]  |
| 1970年（昭和45年） | 11月06日 | 37,481   | 34,383   | 71,864   |               | [ 大阪府 2 ]  |
| 1972年（昭和47年） | 11月14日 | 35,807   | 29,536   | 65,343   |               | [ 大阪府 3 ]  |
| 1975年（昭和50年） | 11月07日 | 31,301   | 33,133   | 64,434   |               | [ 大阪府 4 ]  |
| 1977年（昭和52年） | 11月18日 | 31,854   | 33,146   | 65,000   |               | [ 大阪府 5 ]  |
| 1981年（昭和56年） | 11月10日 | 48,508   | 39,405   | 87,913   |               | [ 大阪府 6 ]  |
| 1985年（昭和60年） | 11月12日 | 40,290   | 41,210   | 81,500   |               | [ 大阪府 7 ]  |
| 1987年（昭和62年） | 11月10日 | 42,022   | 42,727   | 84,749   |               | [ 大阪府 8 ]  |
| 1990年（平成02年） | 11月06日 | 42,882   | 43,739   | 86,621   |               | [ 大阪府 9 ]  |
| 1995年（平成07年） | 02月15日 | 37,339   | 38,165   | 75,504   |               | [ 大阪府 10 ] |
| 1998年（平成10年） | 11月10日 | 38,497   | 40,170   | 78,667   |               | [ 大阪府 11 ] |
| 2007年（平成19年） | 11月13日 | 35,848   | 37,157   | 73,005   |               | [ 大阪府 12 ] |
| 2008年（平成20年） | 11月11日 | 36,324   | 37,538   | 73,862   |               | [ 大阪府 13 ] |
| 2009年（平成21年） | 11月10日 | 35,051   | 36,543   | 71,594   |               | [ 大阪府 14 ] |
| 2010年（平成22年） | 11月09日 | 35,022   | 36,325   | 71,347   |               | [ 大阪府 15 ] |
| 2011年（平成23年） | 11月08日 | 34,434   | 35,875   | 70,309   |               | [ 大阪府 16 ] |
| 2012年（平成24年） | 11月13日 | 34,424   | 36,212   | 70,636   |               | [ 大阪府 17 ] |
| 2013年（平成25年） | 11月19日 | 35,329   | 36,710   | 72,039   | [ メトロ 1 ]  | [ 大阪府 18 ] |
| 2014年（平成26年） | 11月11日 | 35,156   | 36,694   | 71,850   | [ メトロ 2 ]  | [ 大阪府 19 ] |
| 2015年（平成27年） | 11月17日 | 35,532   | 37,412   | 72,944   | [ メトロ 3 ]  | [ 大阪府 20 ] |
| 2016年（平成28年） | 11月08日 | 36,758   | 37,994   | 74,752   | [ メトロ 4 ]  | [ 大阪府 21 ] |
| 2017年（平成29年） | 11月14日 | 36,629   | 38,221   | 74,850   | [ メトロ 5 ]  | [ 大阪府 22 ] |
| 2018年（平成30年） | 11月13日 | 36,370   | 37,926   | 74,296   | [ メトロ 6 ]  | [ 大阪府 23 ] |
| 2019年（令和元年） | 11月12日 | 36,074   | 37,425   | 73,499   | [ メトロ 7 ]  | [ 大阪府 24 ] |
| 2020年（令和02年） | 11月10日 | 30,351   | 31,645   | 61,996   | [ メトロ 8 ]  | [ 大阪府 25 ] |
| 2021年（令和03年） | 11月16日 | 30,113   | 31,332   | 61,445   | [ メトロ 9 ]  | [ 大阪府 26 ] |
| 2022年（令和04年） | 11月15日 | 31,691   | 33,090   | 64,781   | [ メトロ 10 ] | [ 大阪府 27 ] |
| 2023年（令和05年） | 11月07日 | 33,213   | 34,489   | 67,702   | [ メトロ 11 ] | [ 大阪府 28 ] |
| 2024年（令和06年） | 11月12日 | 33,665   | 35,239   | 68,904   | [ メトロ 12 ] |               |

### 1998年度までの路線別データ
最新の路線別データである1998年調査によると、谷町線のみの乗降人員は東梅田駅・天満橋駅・天王寺駅に次ぐ4位で、近鉄と谷町線を乗り継ぐ利用者が多いこともあり谷町四丁目駅を上回る。
一方、同程度の規模を持つ日本橋駅ほどではないが、千日前線側の利用者はあまり多くない。
1981年度の千日前線は、乗車人員と降車人員に2倍近い差がある。また他の年度においてもどちらかに偏っているケースが散見される。
| 年度               | 調査日   | 谷町線   | 谷町線   | 谷町線   | 千日前線 | 千日前線 | 千日前線 |               |
| 年度               | 調査日   | 乗車人員 | 降車人員 | 乗降人員 | 乗車人員 | 降車人員 | 乗降人員 | 出典          |
| ------------------ | -------- | -------- | -------- | -------- | -------- | -------- | -------- | ------------- |
| 1970年（昭和45年） | 11月06日 | 22,461   | 22,265   | 44,726   | 15,020   | 12,118   | 27,138   | [ 大阪府 2 ]  |
| 1972年（昭和47年） | 11月14日 | 22,002   | 20,575   | 42,577   | 13,805   | 8,961    | 22,766   | [ 大阪府 3 ]  |
| 1975年（昭和50年） | 11月07日 | 22,088   | 23,608   | 45,696   | 9,213    | 9,525    | 18,738   | [ 大阪府 4 ]  |
| 1977年（昭和52年） | 11月18日 | 23,015   | 23,752   | 46,767   | 8,839    | 9,394    | 18,233   | [ 大阪府 5 ]  |
| 1981年（昭和56年） | 11月10日 | 28,528   | 28,705   | 57,233   | 19,980   | 10,700   | 30,680   | [ 大阪府 6 ]  |
| 1985年（昭和60年） | 11月12日 | 30,237   | 30,755   | 60,992   | 10,053   | 10,455   | 20,508   | [ 大阪府 7 ]  |
| 1987年（昭和62年） | 11月10日 | 31,405   | 31,703   | 63,108   | 10,617   | 11,024   | 21,641   | [ 大阪府 8 ]  |
| 1990年（平成02年） | 11月06日 | 32,204   | 32,713   | 64,917   | 10,678   | 11,026   | 21,704   | [ 大阪府 9 ]  |
| 1995年（平成07年） | 02月15日 | 27,730   | 27,604   | 55,334   | 9,609    | 10,561   | 20,170   | [ 大阪府 10 ] |
| 1998年（平成10年） | 11月10日 | 29,176   | 30,388   | 59,564   | 9,321    | 9,782    | 19,103   | [ 大阪府 11 ] |

## 駅周辺

### 谷町9交差点

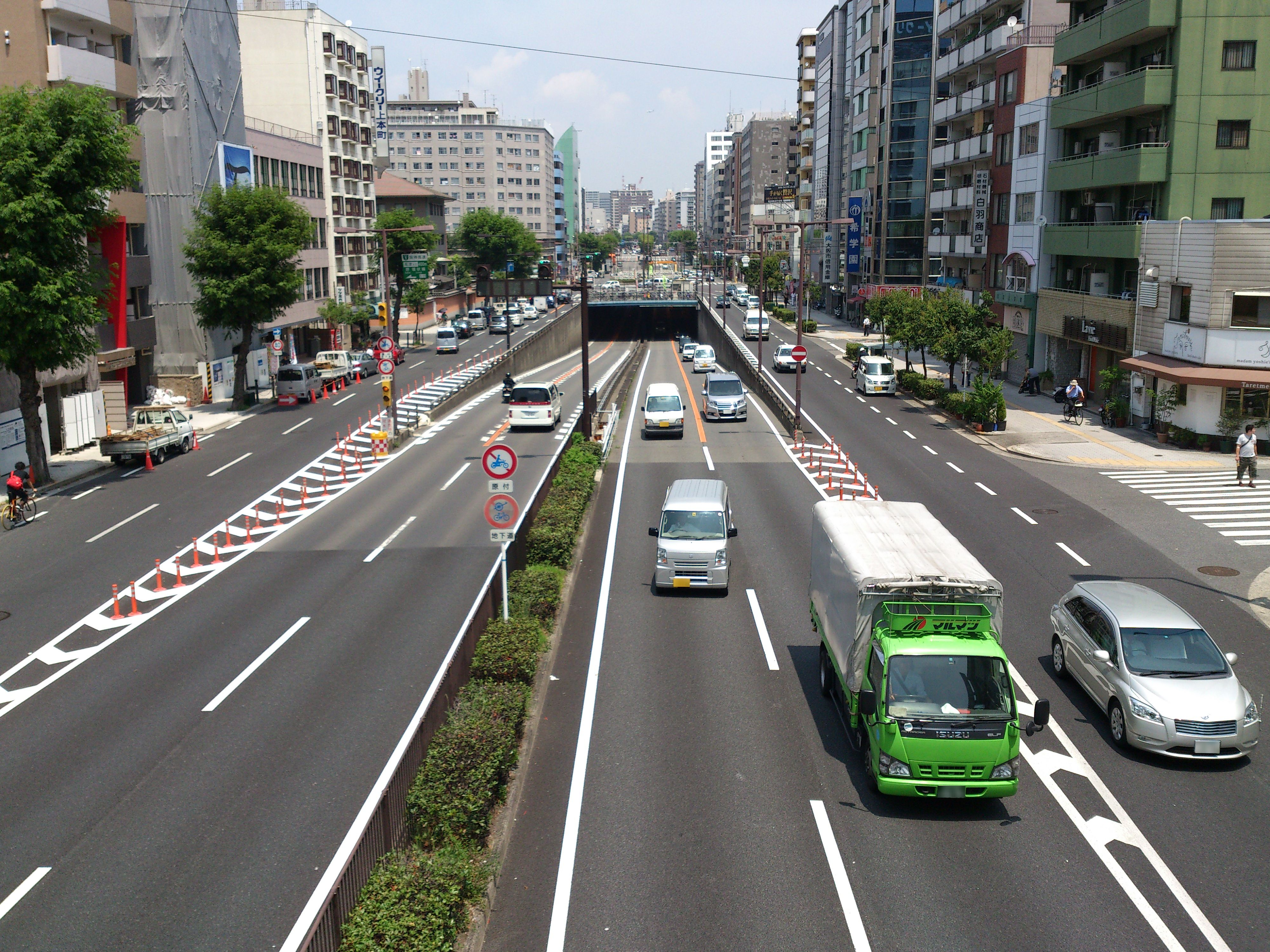
谷町9交差点とアンダーパス

当駅は谷町筋と千日前通の交点である谷町9交差点の地下に位置する。谷町9交差点では、谷町筋は上下線とも左折1・直進1・右折1・直進2（アンダーパス）の片側5車線、千日前通は上下線とも左折1・直進2・右折2の片側5車線となっている。谷町筋のアンダーパスは、千日前通を通っていた大阪市電九条高津線が谷町9交差点を横断していた昭和40年代前半に、交差点付近の交通量が飽和状態に達したため、地下鉄駅と一体で整備されたものである。谷町9交差点のすぐ西側には阪神高速15号堺線高津入口がある。

### 谷九・上六
谷町筋の谷町6交差点 - 天王寺警察署西交差点間は長らく未改良区間だったため市電の敷設がなく、谷町九丁目電停は東西路線の九条高津線単独の、南北路線と接続のない停留所だった。そのため、南北方向の移動では市電の路線網が充実した上町筋に位置する上本町六丁目電停へ出る必要があったが、市電廃止と地下鉄開通によって上町筋と谷町筋の形勢が逆転。上六（うえろく）のターミナル性は低下し、谷九（たにきゅう）の略称が普及するようになった。

### 社寺等
- 生國魂神社 - 彦八まつり
- 高津宮
- 藤次寺
- 持明院
- 應典院
- 報恩院
- 天王寺七坂
  - 真言坂
  - 源聖寺坂

### 学校
- 大阪府立高津高等学校
- 清風中学校・高等学校
- 上宮高等学校
- YMCA学院高等学校
- 梅田インターナショナルスクール
- 東朋高等専修学校
- 大阪市立生魂小学校
- 大阪府立夕陽丘高等職業技術専門校
- 駿台予備学校 上本町校
- 河合塾 上本町校

### 公共施設等
- 大阪市立天王寺図書館
- 大阪国際交流センター
  - 大阪国際交流センターホテル
- 大阪府盲人福祉センター
- 関西電力高津変電所
- 天王寺上汐郵便局

### 商業施設
- うえほんまちハイハイタウン
- 近鉄百貨店 上本町店
- シェラトン都ホテル大阪
- 上本町YUFURA

### ホテル街
駅の南側は、江戸時代から生國魂神社の周囲に形成されていた茶屋街で、現在も大阪有数のラブホテル街となっている。数十件のホテルが集まっており、このホテル街を指して谷九、生玉（いくたま）、上六などと呼ばれることがある。

### その他
- 村本建設 本社
- パイン 本社
- 生長の家 大阪教化部会館

## バス路線
最寄停留所は谷町九丁目および生國魂神社となる。以下の路線が乗り入れ、大阪シティバスにより運行されている。また、近接する大阪上本町駅の周辺には上本町六丁目・上本町六丁目南などの停留所や、近鉄バス・空港リムジンバス・高速バスが発着する停留所が設置されている。
谷町九丁目
- 73号系統：出戸バスターミナル/なんば

生國魂神社
- 22号系統：諏訪神社前/あべの橋行

## 隣の駅
大阪市高速電気軌道 (Osaka Metro)
 谷町線
谷町六丁目駅 (T24) - 谷町九丁目駅 (T25) - 四天王寺前夕陽ヶ丘駅 (T26)
 千日前線
日本橋駅 (S17) - 谷町九丁目駅 (S18) - 鶴橋駅 (S19)
- 括弧内は駅番号を示す。

### 記事本文

### 利用状況
1. ↑  路線別駅別乗降人員 - 大阪市高速電気軌道
2. 1 2  大阪府統計年鑑 - 大阪府
3. ↑  大阪市統計書 - 大阪市

#### 大阪市高速電気軌道
1. ↑  路線別乗降人員 （2013年11月19日（火）交通調査） (PDF)
2. ↑  路線別乗降人員 （2014年11月11日（火）交通調査） (PDF)
3. ↑  路線別乗降人員 （2015年11月17日（火）交通調査） (PDF)
4. ↑  路線別乗降人員 （2016年11月8日（火）交通調査） (PDF)
5. ↑  路線別乗降人員 （2017年11月14日（火）交通調査） (PDF)
6. ↑  路線別乗降人員 （2018年11月13日（火）交通調査） (PDF)
7. ↑  路線別乗降人員 （2019年11月12日（火）交通調査） (PDF)
8. ↑  路線別乗降人員 （2020年11月10日（火）交通調査） (PDF)
9. ↑  路線別乗降人員 （2021年11月16日（火）交通調査） (PDF)
10. ↑  路線別乗降人員 （2022年11月15日（火）交通調査） (PDF)
11. ↑  路線別乗降人員 （2023年11月7日（火）交通調査） (PDF)
12. ↑  路線別乗降人員 （2024年11月12日（火）交通調査） (PDF)

#### 大阪府統計年鑑
1. ↑  大阪府統計年鑑（昭和45年） (PDF)
2. 1 2  大阪府統計年鑑（昭和46年） (PDF)
3. 1 2  大阪府統計年鑑（昭和48年） (PDF)
4. 1 2  大阪府統計年鑑（昭和51年） (PDF)
5. 1 2  大阪府統計年鑑（昭和53年） (PDF)
6. 1 2  大阪府統計年鑑（昭和57年） (PDF)
7. 1 2  大阪府統計年鑑（昭和61年） (PDF)
8. 1 2  大阪府統計年鑑（昭和63年） (PDF)
9. 1 2  大阪府統計年鑑（平成3年） (PDF)
10. 1 2  大阪府統計年鑑（平成8年） (PDF)
11. 1 2  大阪府統計年鑑（平成11年） (PDF)
12. ↑  大阪府統計年鑑（平成20年） (PDF)
13. ↑  大阪府統計年鑑（平成21年） (PDF)
14. ↑  大阪府統計年鑑（平成22年） (PDF)
15. ↑  大阪府統計年鑑（平成23年） (PDF)
16. ↑  大阪府統計年鑑（平成24年） (PDF)
17. ↑  大阪府統計年鑑（平成25年） (PDF)
18. ↑  大阪府統計年鑑（平成26年） (PDF)
19. ↑  大阪府統計年鑑（平成27年） (PDF)
20. ↑  大阪府統計年鑑（平成28年） (PDF)
21. ↑  大阪府統計年鑑（平成29年） (PDF)
22. ↑  大阪府統計年鑑（平成30年） (PDF)
23. ↑  大阪府統計年鑑（令和元年） (PDF)
24. ↑  大阪府統計年鑑（令和2年） (PDF)
25. ↑  大阪府統計年鑑（令和3年） (PDF)
26. ↑  大阪府統計年鑑（令和4年） (PDF)
27. ↑  大阪府統計年鑑（令和5年） (PDF)
28. ↑  大阪府統計年鑑（令和6年） (PDF)